# Rumex graminifolius
Rumex graminifolius J.H.Rudolph ex Lamb. es una especie de plantas de la familia de las poligonáceas.

## Distribución y hábitat
Habita en las rocas costeras y las regiones árticas de Terranova en Norteamérica.

## Descripción
Es una planta perenne que puede llegar a crecer desde los 0,1 metros a 0,5 metros. 

## Propiedades
Las plantas pueden contener bastante altos niveles de ácido oxálico, que es lo que da a las hojas de muchos miembros de este género un aroma  ácido de limón. Perfectamente aceptado en pequeñas cantidades, las hojas no deben ser consumidos en grandes cantidades, puesto que el ácido oxálico puede bloquear otros nutrientes en los alimentos, especialmente de calcio, lo que provoca las deficiencias minerales.  El contenido en ácido oxálico se reduce si la planta se cocina.  Las personas con una tendencia a reumatismo, artritis, gota, cálculos renales o hiperacidez deben tener especial precaución si se incluye esta planta en su dieta ya que puede agravar su condición

## Taxonomía
Rumex graminifolius fue descrito por  J.H.Rudolph ex Lamb.  y publicado en Transactions of the Linnean Society of London 10(2): 264, pl. 10. 1811.
Etimología
Ver: Rumex
graminifolius: epíteto latíno que significa "con hojas de gramíneas".
Sinonimia
- Acetosella graminifolia (Rudolph ex Lamb.) Á.Löve
- Rumex acetosella var. graminifolius (Rudolph ex Lamb.) Schrenk
- Rumex angustissimus Ledeb.
- Rumex aureostigmaticus Kom.[4]